# Elfego Baca
Elfego Baca (Socorro, Nuevo México, Estados Unidos, 27 de febrero de 1865– Albuquerque, Nuevo México, Estados Unidos, 27 de agosto de 1945) fue un alguacil y abogado estadounidense. Es uno de los guardianes de la ley más reconocidos del Viejo Oeste estadounidense, principalmente por su participación en el «tiroteo de Frisco», y su trayectoria sirvió de inspiración para que The Walt Disney Company realizara la serie de televisión The nine lives of Elfego Baca (1958-60).

## Biografía

### Primeros años
Nació en la población de Socorro, en el estado de Nuevo México, y al cumplir un año de edad su familia se trasladó a Topeka (Kansas) donde su padre, José Francisco Baca y Velarde, trabajó como transportista de bienes. Tras la muerte de su madre, empezó a adiestrarse como cowboy de vuelta en Socorro, pero pasó a residir en Belén, Nuevo México, donde José se desempeñaba como sheriff. De hecho, una de las primeras hazañas de Elfego fue rescatar a su propio padre de una prisión después que este había sido hallado culpable de balear a dos vaqueros. Posteriormente Elfego sirvió de ayudante del sheriff Pedro Saracino en Frisco (Reserve, Nuevo México).

### El tiroteo en Frisco
A finales de 1884, llegaron a dicha localidad un grupo de cowboys a cometer todo tipo de desórdenes. Uno de ellos, de nombre Charles McCarthy, perpetró una balacera en un saloon local donde se encontraba el joven Elfego (en aquel entonces de 19 años) quien logró despojar del arma al pendenciero. Tras la llegada de los compinches de McCarthy en su ayuda, se desató un intercambio de disparos que provocó que un caballo cayera sobre uno de los revoltosos lo que provocó su muerte. Terminada la reyerta se realizó un juicio del que Baca salió bien librado, pero no así McCarthy a quien se le impuso una multa por los desórdenes. Baca, tras el juicio, trató de salir a escondidas ante la búsqueda de venganza de los vaqueros, quienes al fin lo encontraron escondido en un humilde jacal.
Uno de los bandoleros, de nombre William Hearne, logró ingresar a la vivienda pero fue recibido con dos balazos disparados por Baca que le provocaron graves heridas. Una vez rescatado por los bandidos, inició la memorable refriega. Se estima que eran al menos 80 individuos los que comprendían la banda de delincuentes, quienes, armados de rifles y revólveres, dispararon a la sencilla vivienda. Por su parte, se presume que Baca se defendía únicamente con dos revólveres, y  que los delincuentes dispararon no menos de 4 mil balazos, ninguno de los cuales hirió a Baca. El asedio inició el 1 de diciembre y duró al menos 33 horas hasta que acabó con la llegada del delegado del sheriff, Frank Rose. Las negociaciones posteriores dieron como resultado que Elfego abandonara su guarida con la condición de salir armado, y tras el incidente se sometió a juicio en el cual fue hallado no culpable en agosto de 1885. Terminado este capítulo el joven justiciero se convirtió en un héroe de la comunidad.

### Últimos años
En su vida posterior Baca se desempeñó como abogado, fiscal, supervisor de escuelas públicas, e incluso como guardia de seguridad en un casino de Ciudad Juárez. Además tuvo alguna participación en la Revolución mexicana como representante diplomático  de Victoriano Huerta. Murió atropellado por un vehículo en la ciudad de Albuquerque. De su hazaña en Frisco fue realizada una producción en televisión por Disneyland: The Nine Lives of Elfego Baca (1958), llevada a la pantalla grande con  Elfego Baca: Six Gun Law (1962).